# Ozineus strigosus
Ozineus strigosus là một loài bọ cánh cứng trong họ Cerambycidae.